# Mèo Snowshoe
Mèo Snowshoe là một giống mèo có nguồn gốc ở Hoa Kỳ vào những năm 1960. Snowshoe lần đầu tiên được cho ra đời tại Philadelphia khi một con mèo của nhà lai tạo Mèo Xiêm đã sinh ra ba chú mèo con với đôi chân trắng. Nhà lai tạo, Dorothy Hinds-Daugherty, sau đó bắt đầu một chương trình nhân giống để sản xuất những con vật ban đầu được gọi là "Silver Laces", bằng việc phối giống những con mèo Xiêm được đánh dấu lạ với mèo nhị thể lông ngắn Hoa Kỳ và các giống mèo khác. Khi Hinds-Daugherty rời khỏi chương trình phối giống, Vikki Olander bắt đầu làm việc với những con mèo và tuyển dụng những nhà lai tạo mới, cũng như làm việc hướng tới sự công nhận đầy đủ trong các hiệp hội mèo. Mặc dù đã tồn tại 45 năm, Snowshoe là một giống mèo hiếm do khó khăn trong việc tái tạo các dấu hiệu bộ lông mèo chính xác như mẫu ban đầu.
Màu của bộ lông được công nhận bởi các cơ quan đăng ký và hiệp hội là màu có đốm, và nó có nhiều màu sắc, mặc dù một số tổ chức không công nhận các màu sắc nhất định. Mèo Snowshoe có một tính cách trìu mến và ngoan ngoãn. Do đó, chúng sẽ không sống ổn trong những trường hợp bị bỏ lại một mình trong một thời gian dài. Snowshoe cũng phát ra âm thanh lớn, mặc dù tiếng của chúng không lớn bằng tiếng Mèo Xiêm, một con mèo được tìm thấy trong phả hệ về giống của chúng. Mèo Snowshoe được ghi nhận là rất thông minh và có khả năng học hỏi các mánh khóe và cách mở cửa. Những con mèo này cũng thích nước và có thể bơi.